# Oncidium tenellum
Oncidium tenellum là một loài thực vật có hoa trong họ Lan. Loài này được F.Gérard mô tả khoa học đầu tiên năm 1847.